# Georges-Firmin Singha
Georges-Firmin Singha (* 23. Mai 1925 in Boundji, Französisch-Kongo; † 18. August 1993) war ein kongolesischer römisch-katholischer Geistlicher und Bischof von Pointe-Noire.

## Leben
Georges-Firmin Singha empfing am 7. Oktober 1956 das Sakrament der Priesterweihe für das Bistum Fort-Rousset.
Am 23. Mai 1972 ernannte ihn Papst Paul VI. zum Bischof von Fort-Rousset. Der Apostolische Delegat in der Republik Kongo, Erzbischof Mario Tagliaferri, spendete ihm am 6. August desselben Jahres in der Kathedrale Saint-Firmin in Fort-Rousset die Bischofsweihe; Mitkonsekratoren waren der Erzbischof von Brazzaville, Émile Biayenda, und der Erzbischof von Bangui, Joachim N’Dayen.
Papst Johannes Paul II. bestellte ihn am 1. September 1988 zum Bischof von Pointe-Noire.